# Marcia Theóphilo
Marcia Theóphilo (Fortaleza, 1940) é uma poetisa brasileira que reside e produz na Itália, reconhecida por suas obras em torna da temática amazônica. 

## Biografia
Marcia estudou em São Paulo e no Rio de Janeiro, e tornou-se doutora em Antropologia em Roma. Desde 2003 faz parte da juria do Premio Internazionale Fregene. Desde 2007 faz parte do Comité Etico - Cientifico de Foreste per sempre. Em 2008 ganhou o premio Sandro Penna na Itália.  Em 21 de março de 2009, recebeu o diploma de mérito da Academia Mondiale della Poesia, pelo então presidente poeta e professor Nadir M. Aziza, no Teatro Poliphonico de Verona, Itália. Trabalha em Roma desde 1972, chega a Itália exilada da Ditadura Militar no Brasil. Em 1979 com o processo de reabertura democrática volta para o Brasil (São Paulo), atua como correspondente da revista italiana  Noi Donne. Em 1980 publica um ensaio sobre Lula  e a atuação do movimento sindicalista  no momento de transição democrática no Brasil, no jornal italiano Avanti!. Já em 1981 volta a Roma, dando continuidade ao intercâmbio cultural entre Brasil e Itália, organizando encontros de poesia como o evento  Pela democracia no Brasil (Museu Sant"Egidio, Roma, 1981).  Marcia Theophilo publico contos, ensaios e onze livros de poesia, em português, italiano e inglês. Tais livros incluem I bambini giaguaro / Os meninos jaguar, vencedor do Prêmio Fregene. A floresta amazônica é o tema central das obra de Marcia: o rio amazonas, o povo amazônico, os mitos da floresta que englobam sua vida animal e vegetal. Marcia pauta sua vida no esforço e na persistência de salvar o patrimônio natural e cultural da Amazônia.

### Relação com a Amazônia
O interesse começou na infância, através do papel marcante de sua avó paterna, pois é sua avó que lhe contou sobre os mitos da floresta, sobre o rio, o vento, as metamorfoses da lua e todas forças da natureza. Nasce então sua relação com a Amazônia e seu engajamento com os problemas que envolvem a floresta Amazônia e as questões indígenas. Através da figura de sua avó paterna e seu pai - ambos são nativos do Acre (Amazonas) - desenvolveu seus trabalhos, unindo memória emotiva e cultural, entre poesia e documentação, levando-a a sua atuação enquanto poeta e antropóloga.

### Atuação
De 1968 A 1971: trabalha no jornalismo cultural e em critica de arte em São Paulo, desenvolvendo uma colaboração com artistas plásticos como Maria Bonomi, Saverio Castellani, Tomie Otake, Otavio Araujo e outros.
Participou de encontros internacionais: "Poetry International" (Roterdã, 1977); a "Convenção Internacional de Poesia" (Struga, Iugoslávia, 1978) e "Congresso de Escritores Europeus" (Florença, 1978). E do "Encontro Nacional de Poesia" (São Paulo, 1979.).
Organizou a exposição de artistas italianos e brasileiros "Pela democracia no Brasil" (Museu Sant"Egidio, Roma, 1981), o encontro internacional "A palavra do Poeta" secção Latino-americana (Roma 1982). Participa a recitais de poesia tais como: o "Encontro com a poesia Brasileira" (Roma, 1983), o "Festival Internacional de Poetas de Praça de Siena" (Roma, 1983 e 1984), o Festival de Literatura do Jardim Botânico", (Roma, 1988), a manifestação poética da Biblioteca Central de Roma "Vozes de Vida" (Roma, 1989).
Contribuiu à fundação da revista "Minerva", dirigiu por cinco anos o Centro Cultural "Donna Poesia", representando o Brasil no "Centro internacional Alberto Moravia".
Desde 1986 é representante da União Brasileira dos Escritores no Sindicato dos Escritores Italianos.
Participou com a sua poesia: "O deus que não tivemos - 20 poetas da Europa e do mundo "(Roma, 1999); "Poesias de amor. Em segredo e em paixão" (Roma, 1999); "Antologia de Poetas Brasileiros" (Lisboa, 2000); "Antologia da Poesia Brasileira" (Santiago de Compostela, 2000); "Por amor" (Roma 2002); "A poesia salvará o mundo" (Bologna, 2003). "Concerto de Poesia para uma cultura de paz" (Roma, 1994); Recital de Poesia da Feira do Livro de Frankfurt (Frankfurt, 1994); a manifestação poética da Biblioteca Municipal de São Paulo "Escritores na Biblioteca" (São Paulo, 1994). A "Manifestação Poética do Prêmio Feronia" (Roma, 1999) ; "21 março 2000: Primeiro dia mundial da poesia. Festa da Poesia" (Roma, 2000); "Semana dos direitos humanos" (Regione Umbria, 2001); "A Noite dos Poetas" (Nettuno, 2001); "Festival Internazional de Poesia de Palazzo Ducale" (Genova, 2002). "Prima Rassegna dos Parque e do Ambiente" (Cosenza 2002); "Manifestação inaugural do dia Mundial do Livro" da U.N.E.S.C.O (Ano da água fluvial) (Câmera dos Deputados, Roma, 2003). "Caravana dos Poetas pela Paz" (Itália, 2003); Festival Letteratura di Mantova, 2006 e 2009; "Knjizevnost Uzivo-Literature Live", Croácia 2006; Giornata Mondiale della Poesia (Dia Mundial da Poesia) Verona,2009.
Foi convidada da Expo Rio de Janeiro 2011, com o livro Ama + Zonia, Ouro sobre Azul, Rio de Janeiro 2009 e da Expo Milano 2015. Foi testemunha da iniciativa "Por uma Cultura da Biodiversidade", promovida pela Comissão Nacional Italiana da UNESCO como parte da campanha de educação para o desenvolvimento sustentável (DESS), também em 2015.

## Premiações
1. Nacional de Contos Editora Abril' 1969 por «Os convites».[10][12][13]
2. 'Minerva' 1983 por «Catuetê Curupira».[10][12][13]
3. 'Città di Roma' 1992 por «Io canto l'Amazzonia/Eu canto a Amazonas».[10][12][13]
4. 'Fregene 1996' por «I bambini giaguaro/Os meninos jaguar».[10][12][13]
5. 'Nuove scrittrici' 1997, premio especial pela carreira.[10][12]
6. 'Calliope' 1999 pela poesia.[10][12]
7. 'Sant'Egidio' 2000 por «Kupahúba».[10][12]
8. 'Carsulae' 2001 pela carreira.[10][12]
9. "F.I.Te.l Naziolale" dos sindicatos CGIL-CISL-UIL 2002 pela carreira.[10][12]
10. "Histonium" 2003 por «Foresta mio dizionario».[10][12]
11. "Parco Majella" 2003 por «Foresta mio dizionario».[10][12]
12. "Natura e ambiente" 2004 pela carreira.[10][12]
13. "E.I.P École Instrument pour la paix" 2005 pela carreira.[10][12][13]
14. "Leggere per conoscere - Un libro per la scuola un autore per domani" 2006 por "Amazonas Respiro do Mundo".[10][12]
15. "Premio Internazionale Magnagrecia" Ulisse d'oro 2006 pela poesia.[10][12]
16. "Premio Calabriambiente" 2006 W.W.F Calabria pela poesia e a ecologia.[10][12]
17. "Premio Farfa" 2007 Secção cultura - pela poesia e a ecologia, Roma.[10][12]
18. Prêmio Internacional "Uma Arvore para Kyoto" 2008, Roma.[10][12]
19. Prêmio "Sandro Penna" 2008 por "Amazonas mãe d'água". Perugia.[10][12]
20. Prêmio "Faraglioni" 2009. [10][12]
21. Prêmio "Mandir pela Paz" Assis 2009.[10][12]
22. “Premio Green Book, 2010” pelo livro “Amazzonia sempre”. [13]
23. Prêmio Alla carriera; por LericiPea, 2011.[10][14]
24. Prêmio l'Eco-poesia, por, Montale Fuori di Casa, 2012.[10][15]
25. Prêmio pelo conjunto de sua obra do Festival Internacional de Poesia Civil Vercelli, patrocinado pela Expo 2015 em Milão.[10][15]
26. Prêmio “Panda” de Fulco Pratesi como testemunho da biodiversidade do WWF Itália em 2015.[10][15]
27. Premio Márcia Theóphilo faz parte da lista de candidatura ao prêmio Nobel de literatura em 2015.[10][15]
28. Prêmio alla carriera dal “Festival internazionale di poesia civile di Vercelli” em 2015.[10][15]
29. Prêmio alla Carriera “L’arte in versi” VIII edizione, Jesi em 2019.[15]

## Obras premiadas
1.Contos:
Os convites, editor: Universidade de S. Paulo, São Paulo, 1969 ilustração: Maria Bonomi e Nelson Coelho, língua: português e prêmio Nacional de Contos Editora Abril 1969.
2. Poesias:
Catuetê Curupira, editor: La Linea, Roma, 1983, ilustração: Aldo Turchiaro, línguas: português e italiano e prêmio Minerva 1983.
lo canto l'Amazzonia/Eu canto a Amazonas, editor: Edizioni dell'Elefante, Roma, 1992 prefácio: Armando Gnisci línguas: português e italiano. Com um testo de Rafael Alberti e prêmio Città de Roma 1992.
I bambini giaguaro/Os meninos jaguar, Edizioni De Luca, Roma, 1995 prefacio: Mario Luzi e Grazia Francescato, patrocinado pelo WWF, Itália, línguas: português e italiano e Prêmio Fregene 1996.
Kupahúba - albero dello spirito santo, Editor: Tallone Editore, Turim, 2000, prefacio: Mario Luzi, linguas: italiano e Prêmio Sant'Egidio' 2000 1996.
Foresta mio dizionario, Editor: Edizioni Tracce, Pescara, 2003, prefacio: Mario Luzi, linguas:italiano. e Premio Nazionale Histonium 2003.